# Starlight (山崎エリイの曲)
「Starlight」（スターライト）は、山崎エリイ2枚目のシングル。2018年8月22日にZERO-A / 日本コロムビアから発売された。

## 概要
テレビアニメ『七星のスバル』エンディングテーマ。通常盤ジャケットは、同アニメの主人公とヒロインが描かれたアニメイラスト。山崎にとってソロ初のタイアップであり、20歳を迎えてから初リリースの作品でもある。オリコンチャート最高31位。

## 収録内容
| 全作詞・作曲: 金子麻友美、全編曲: 佐藤清喜。 |                             |            |            |      |
| #                                            | タイトル                    | 作詞       | 作曲・編曲 | 時間 |
| 1.                                           | 「Starlight」               | 金子麻友美 | 金子麻友美 | 4:35 |
| 2.                                           | 「Steady」                  | 金子麻友美 | 金子麻友美 | 3:55 |
| 3.                                           | 「Starlight」(Instrumental) | 金子麻友美 | 金子麻友美 | 4:35 |
| 4.                                           | 「Steady」(Instrumental)    | 金子麻友美 | 金子麻友美 | 3:54 |
| 合計時間:                                    | 合計時間:                   | 16:59      |            |      |

| #         | タイトル                          | 作詞  | 作曲・編曲 | 時間 |
| --------- | --------------------------------- | ----- | ---------- | ---- |
| 1.        | 「Starlight」(ミュージックビデオ) |       |            | 4:44 |
| 2.        | 「Starlight」(MVメイキング映像)   |       |            | 9:39 |
| 合計時間: | 合計時間:                         | 14:23 |            |      |

## 楽曲について
- 収録曲はどちらもテレビアニメ「七星のスバル」のために書き下ろされており、2曲の内どちらかがEDになる予定だった。その後、1番だけのデモを山崎自身が一度レコーディングし、その仮歌を聴いたアニメスタッフ陣によって「Starlight」がEDとして採用された[5]。
- 「Starlight」の仮歌を1番まで録った山崎だったが、2番以降を聴いて自分のアプローチを練り直したとのこと。インタビューにも、「作品のキャラクターとはまた別に、私の中で1人の人物像を作ってみたんです。きっとその子は、過去に辛い出来事があったとしても、それを強さに変えられる芯のある子なんじゃないかなって。だからウィスパーでずっとささやいているのはやめて強さも出しました。例えば、サビ前の"生きる強さをAh"を強く歌ってみたりとか。出来る範囲で強弱やメリハリを意識しましたね」とあるように、力強さも感じるバラードとなっている[6]。
- 「Starlight」のMVでは、周りには豊かな自然がある線路上を歩き、レトロな駅のホームや、月が照らす窓辺で歌う姿が描かれている[7]。山崎いわく、「ゆっくりした楽曲なので、時間の流れを意識して撮影しました。シーンのカット割りは多いですけど、スローモーションな映像の多いMVになっていて、実際の秒数よりも長く感じます」「夜のシーンで床に座って見上げるところでは、手の振りをゆっくり動かしたりして。線路を歩くシーンとかはフィルターをかけて淡い感じになっているので、懐かしいような映像にもなっています」とのこと[6]。
- 「Steady」は、跳ねるようなメロディと歌い方がキュートな楽曲[8]。2曲の年齢感を意識したという山崎は、「『Steady』はメルヘンチックで可愛い歌詞があったり、"気がした"など確定していない言葉を多く用いていたりなど、まだ成長途中なのかなと感じましたね」「私は原作とも照らし合わせて、『Starlight』は高校生の旭姫ちゃんたち、『Steady』は小学生の頃の旭姫ちゃんたちであるというイメージをもっています」と語っている。基本的には明るい曲だが、「たまに弱い部分が見え隠れする印象を受ける曲でしたので、明るさをキープしつつも弱く歌う部分は弱くするというバランスを意識しました」「『Steady』 では切ない言葉をあえて明るく歌っているんです。最後に"今度こそ この手を離さない"というのがあるんですが、そこはディレクターさんからもいい浮かれっぷりだねっていわれるほどのウキウキで歌っています(笑)。その前の"ねえ もう隣から いなくならないで" からの反動は楽しみに聴いてほしい部分ですね」とインタビューに答えている[5][9]。